# Fuentepinilla
Fuentepinilla é um município da Espanha na província de Sória, comunidade autónoma de Castela e Leão, de área 52,52 km² com população de 130 habitantes (2006) e densidade populacional de 2,71 hab/km².

## Demografia
| Variação demográfica do município entre 1991 e 2004 | Variação demográfica do município entre 1991 e 2004 | Variação demográfica do município entre 1991 e 2004 | Variação demográfica do município entre 1991 e 2004 |
| --------------------------------------------------- | --------------------------------------------------- | --------------------------------------------------- | --------------------------------------------------- |
| 1991                                                | 1996                                                | 2001                                                | 2004                                                |
| 185                                                 | 174                                                 | 141                                                 | 142                                                 |